# Norwegia na Zimowych Igrzyskach Olimpijskich 2010

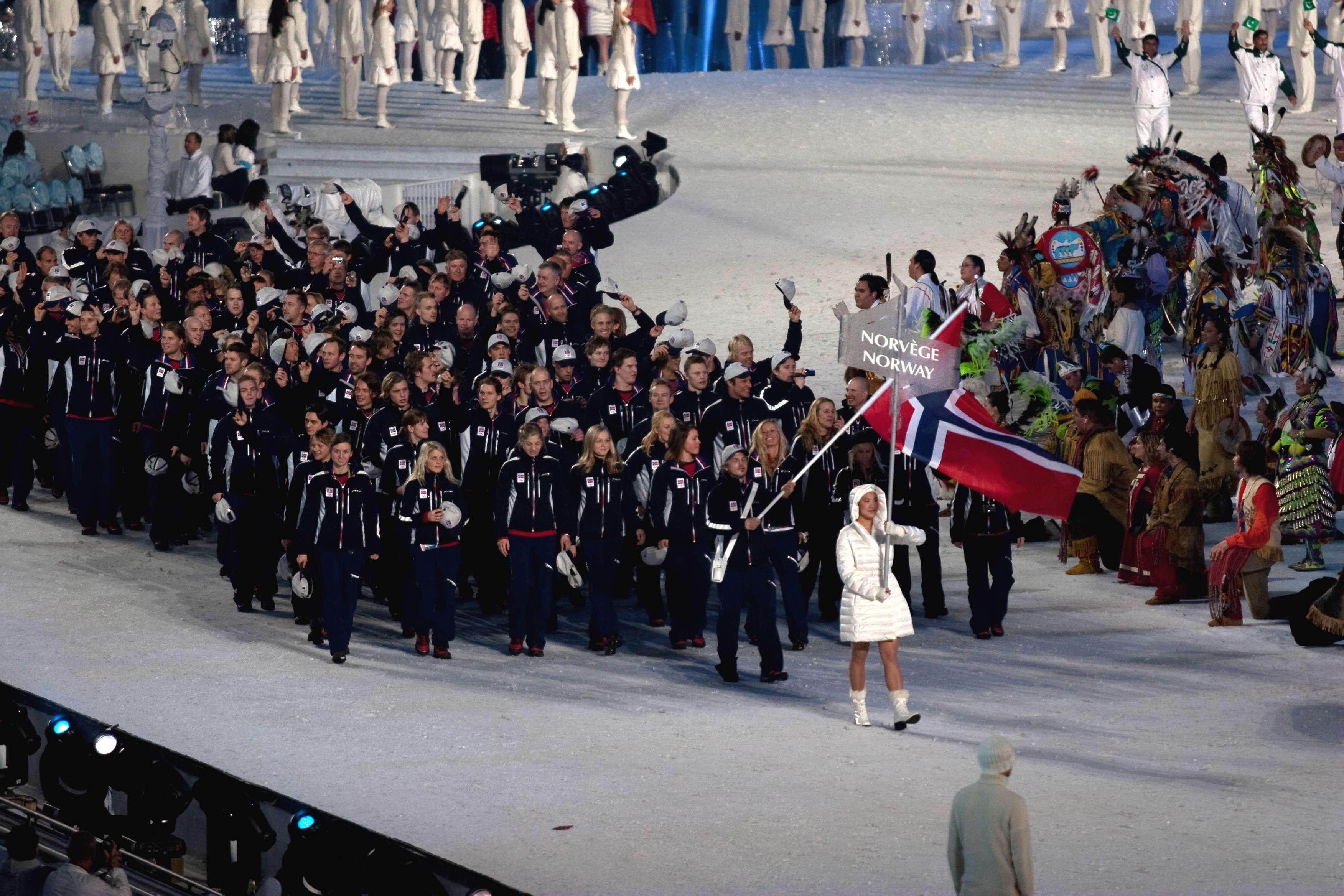
Reprezentacja Norwegii podczas ceremonii otwarcia igrzysk olimpijskich

Norwegię na Zimowych Igrzyskach Olimpijskich 2010 reprezentowało dziewięćdziesięciu dziewięciu zawodników.

## Zdobyte medale
| Medal  | Zawodnik                                                              | Dyscyplina sportowa   | Konkurencja                               |
| ------ | --------------------------------------------------------------------- | --------------------- | ----------------------------------------- |
| Złoto  | Marit Bjørgen                                                         | Biegi narciarskie     | Sprint stylem klasycznym kobiet           |
| Złoto  | Tora Berger                                                           | Biathlon              | Bieg indywidualny kobiet                  |
| Złoto  | Emil Hegle Svendsen                                                   | Biathlon              | Bieg indywidualny mężczyzn                |
| Złoto  | Marit Bjørgen                                                         | Biegi narciarskie     | Bieg łączony kobiet                       |
| Złoto  | Aksel Lund Svindal                                                    | Narciarstwo alpejskie | Supergigant mężczyzn                      |
| Złoto  | Øystein Pettersen Petter Northug                                      | Biegi narciarskie     | Sprint drużynowy stylem dowolnym mężczyzn |
| Złoto  | Vibeke Skofterud Therese Johaug Kristin Størmer Steira Marit Bjørgen  | Biegi narciarskie     | Sztafeta kobiet                           |
| Złoto  | Halvard Hanevold Tarjei Bø Emil Hegle Svendsen Ole Einar Bjørndalen   | Biathlon              | Sztafeta mężczyzn                         |
| Złoto  | Petter Northug                                                        | Biegi narciarskie     | 50 km stylem klasycznym mężczyzn          |
| Srebro | Emil Hegle Svendsen                                                   | Biathlon              | Sprint mężczyzn                           |
| Srebro | Aksel Lund Svindal                                                    | Narciarstwo alpejskie | Zjazd mężczyzn                            |
| Srebro | Ole Einar Bjørndalen                                                  | Biathlon              | Bieg indywidualny mężczyzn                |
| Srebro | Kjetil Jansrud                                                        | Narciarstwo alpejskie | Slalom gigant mężczyzn                    |
| Srebro | Hedda Berntsen                                                        | Narciarstwo dowolne   | Skicross kobiet                           |
| Srebro | Martin Johnsrud Sundby Odd-Bjørn Hjelmeset Lars Berger Petter Northug | Biegi narciarskie     | Sztafeta mężczyzn                         |
| Srebro | Marit Bjørgen                                                         | Biegi narciarskie     | 30 km stylem klasycznym kobiet            |
| Srebro | Thomas Ulsrud Torger Nergård Christoffer Svae Håvard Vad Petersson    | Curling               | Turniej mężczyzn                          |
| Brąz   | Marit Bjørgen                                                         | Biegi narciarskie     | 10 km stylem dowolnym kobiet              |
| Brąz   | Petter Northug                                                        | Biegi narciarskie     | Sprint stylem klasycznym mężczyzn         |
| Brąz   | Håvard Bøkko                                                          | Łyżwiarstwo szybkie   | 1500 m mężczyzn                           |
| Brąz   | Audun Grønvold                                                        | Narciarstwo dowolne   | Skicross mężczyzn                         |
| Brąz   | Anders Bardal Tom Hilde Johan Remen Evensen Anders Jacobsen           | Skoki narciarskie     | Konkurs drużynowy                         |
| Brąz   | Aksel Lund Svindal                                                    | Narciarstwo alpejskie | Slalom gigant mężczyzn                    |

## Wyniki reprezentantów Norwegii

### Biathlon

#### Kobiety
- Liv-Kjersti Eikeland
  - Sprint 7,5 km – 70. miejsce
  - Bieg indywidualny 15 km – 70. miejsce
  - Sztafeta 4 × 6 km – 4. miejsce
- Ann Kristin Flatland
  - Sprint 7,5 km – 10. miejsce
  - Bieg pościgowy 10 km – 8. miejsce
  - Bieg indywidualny 15 km – 14. miejsce
  - Bieg ze startu wspólnego 12,5 km – 11. miejsce
  - Sztafeta 4 × 6 km – 4. miejsce
- Gro Marit Istad-Kristiansen
  - Sprint 7,5 km – 66. miejsce
- Solveig Rogstad
  - Bieg indywidualny 15 km – 61. miejsce
  - Sztafeta 4 × 6 km – 4. miejsce
- Tora Berger
  - Sprint 7,5 km – 33. miejsce
  - Bieg pościgowy 10 km – 5. miejsce
  - Bieg indywidualny 15 km –  1. miejsce
  - Bieg ze startu wspólnego 12,5 km – 18. miejsce
  - Sztafeta 4 × 6 km – 4. miejsce

#### Mężczyźni

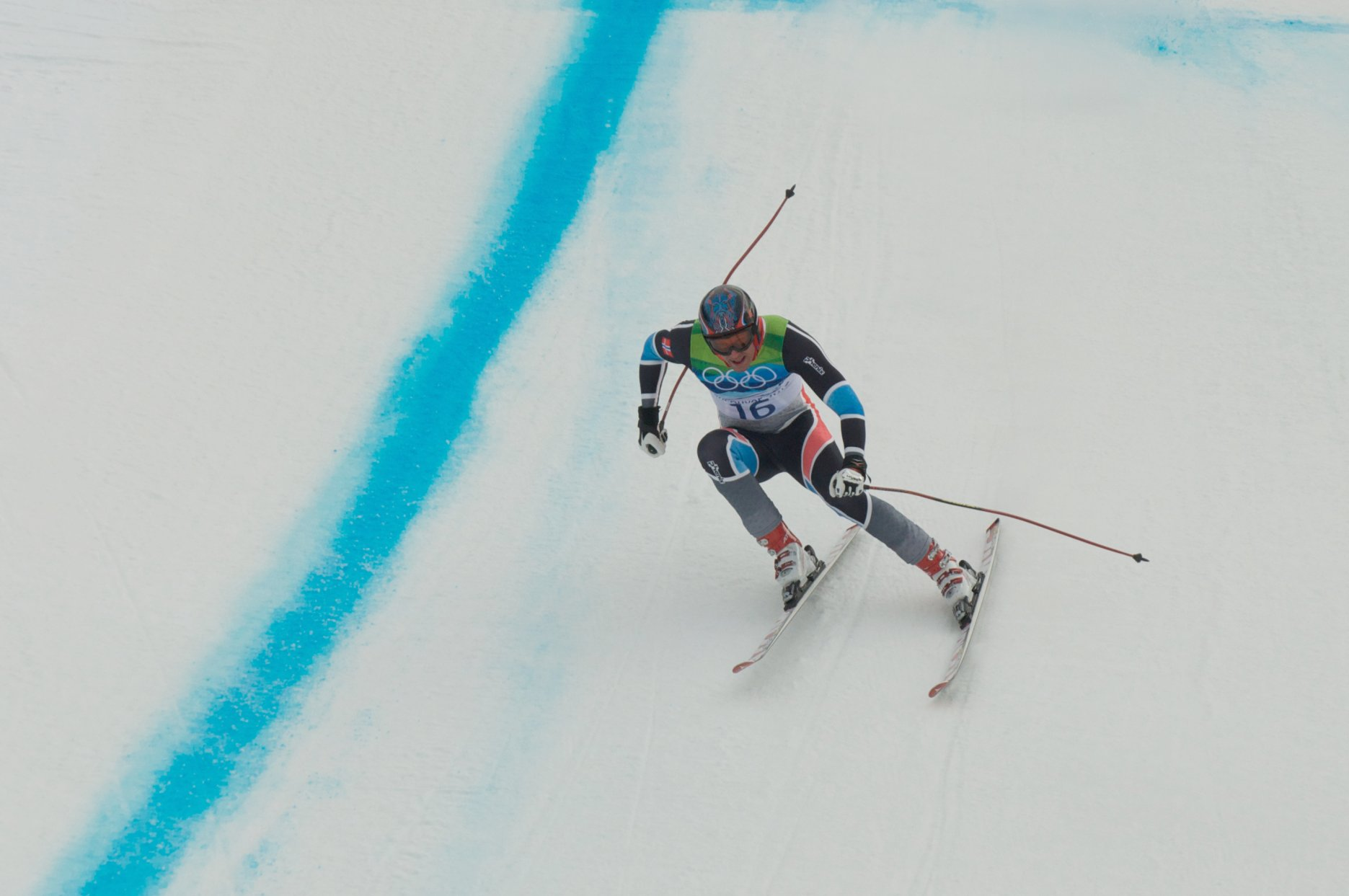
Aksel Lund Svindal podczas zjazdu.

- Ole Einar Bjørndalen
  - Sprint 10 km – 17. miejsce
  - Bieg pościgowy 12,5 km – 7. miejsce
  - Bieg indywidualny 20 km –  2. miejsce
  - Bieg ze startu wspólnego 15 km – 27. miejsce
  - Sztafeta 4 × 7,5 km –  1. miejsce
- Tarjei Bø
  - Bieg indywidualny 20 km – 21. miejsce
  - Sztafeta 4 × 7,5 km –  1. miejsce
- Lars Berger
  - Sprint 10 km – 46. miejsce
  - Bieg pościgowy 12,5 km – 23. miejsce
- Halvard Hanevold
  - Sprint 10 km – 24. miejsce
  - Bieg pościgowy 12,5 km – 17. miejsce
  - Bieg ze startu wspólnego 15 km – 19. miejsce
  - Sztafeta 4 × 7,5 km –  1. miejsce
- Alexander Os
  - Bieg indywidualny 20 km – 28. miejsce
- Emil Hegle Svendsen
  - Sprint 10 km –  1. miejsce
  - Bieg pościgowy 12,5 km – 8. miejsce
  - Bieg indywidualny 20 km –  1. miejsce
  - Bieg ze startu wspólnego 15 km – 13. miejsce
  - Sztafeta 4 × 7,5 km –  1. miejsce

### Biegi narciarskie

#### Kobiety
- Marit Bjørgen
  - 10 km st. dowolnym –  3. miejsce
  - Sprint st. klasycznym –  1. miejsce
  - Bieg łączony 7,5 km + 7,5 km –  1. miejsce
  - Sztafeta 4 × 5 km –  1. miejsce
  - Bieg na 30 km st. klasycznym –  2. miejsce
- Kristin Størmer Steira
  - 10 km st. dowolnym – 8. miejsce
  - Bieg łączony 7,5 km + 7,5 km – 4. miejsce
  - Sztafeta 4 × 5 km –  1. miejsce
  - Bieg na 30 km st. klasycznym – 8. miejsce
- Vibeke Skofterud
  - 10 km st. dowolnym – 22. miejsce
  - Bieg łączony 7,5 km + 7,5 km – DNF
  - Sztafeta 4 × 5 km –  1. miejsce
- Celine Brun-Lie
  - Sprint st. klasycznym – 6. miejsce
  - Sprint drużynowy st. dowolnym – 5. miejsce
- Marthe Kristoffersen
  - 10 km st. dowolnym – 49. miejsce
  - Bieg na 30 km st. klasycznym – 21. miejsce
- Maiken Caspersen Falla
  - Sprint st. klasycznym – 20. miejsce
- Astrid Jacobsen
  - Sprint st. klasycznym – 7. miejsce
  - Sprint drużynowy st. dowolnym – 5. miejsce
- Therese Johaug
  - Bieg łączony 7,5 km + 7,5 km – 6. miejsce
  - Sztafeta 4 × 5 km –  1. miejsce
  - Bieg na 30 km st. klasycznym – 7. miejsce

#### Mężczyźni
- Petter Northug
  - 15 km st. dowolnym – 41. miejsce
  - Sprint st. klasycznym –  3. miejsce
  - Bieg łączony 15 km + 15 km – 11. miejsce
  - Sprint drużynowy st. dowolnym –  1. miejsce
  - Sztafeta 4 × 10 km –  2. miejsce
  - Bieg na 50 km st. klasycznym –  1. miejsce
- Ola Vigen Hattestad
  - Sprint st. klasycznym – 4. miejsce
- Ronny Hafsås
  - 15 km st. dowolnym – 42. miejsce
- Martin Johnsrud Sundby
  - 15 km st. dowolnym – 33. miejsce
  - Bieg łączony 15 km + 15 km – 18. miejsce
  - Sztafeta 4 × 10 km –  2. miejsce
  - Bieg na 50 km st. klasycznym – 15. miejsce
- Øystein Pettersen
  - Sprint st. klasycznym – 6. miejsce
  - Sprint drużynowy st. dowolnym –  1. miejsce
- Eldar Rønning
  - Bieg łączony 15 km + 15 km – 36. miejsce
- Lars Berger
  - Sztafeta 4 × 10 km –  2. miejsce
- Tord Asle Gjerdalen
  - 15 km st. dowolnym – 28. miejsce
  - Bieg łączony 15 km + 15 km – 19. miejsce
- Odd-Bjørn Hjelmeset
  - Sztafeta 4 × 10 km –  2. miejsce
  - Bieg na 50 km st. klasycznym – 17. miejsce
- Johan Kjølstad
  - Sprint st. klasycznym – 9. miejsce
- Jens Arne Svartedal
  - Bieg na 50 km st. klasycznym – 23. miejsce

### Curling

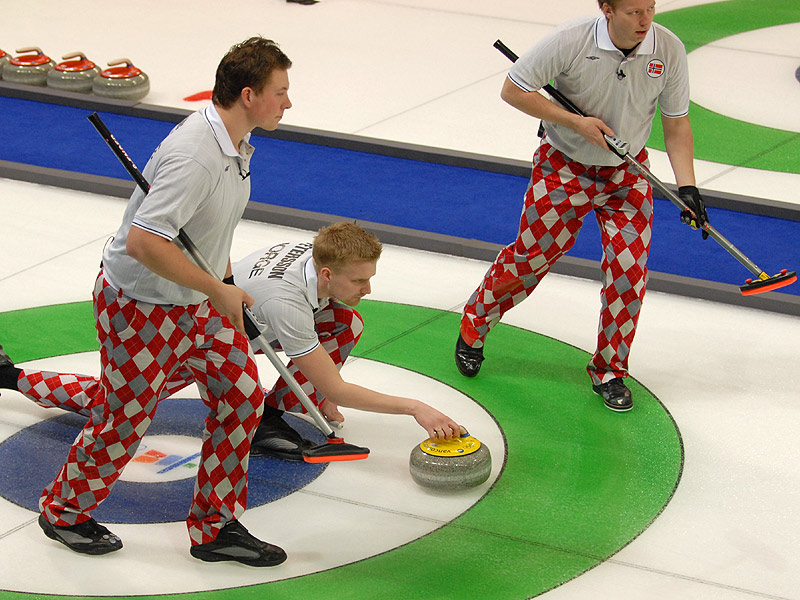
Håvard Vad Petersson wypuszczający kamień

Mężczyźni –  2. miejsce
| Imię i nazwisko      | Pozycja     |
| -------------------- | ----------- |
| Thomas Ulsrud        | Skip        |
| Torger Nergård       | Trzeci      |
| Håvard Vad Petersson | Otwierający |
| Christoffer Svae     | Drugi       |
| Thomas Løvold        | Rezerwowy   |

### Hokej na lodzie
Mężczyźni – odpadli w rundzie kwalifikacyjnej
| Imię i nazwisko        |
| ---------------------- |
| Pål Grotnes            |
| André Lysenstøen       |
| Ruben Smith            |
| Alexander Bonsaksen    |
| Jonas Holøs            |
| Tommy Jakobsen         |
| Juha Kaunismäki        |
| Lars Erik Lund         |
| Ole Kristian Tollefsen |
| Mats Trygg             |
| Morten Ask             |
| Anders Bastiansen      |
| Kristian Forsberg      |
| Mads Hansen            |
| Marius Holtet          |
| Lars Erik Spets        |
| Mathis Olimb           |
| Martin Røymark         |
| Per-Åge Skrøder        |
| Patrick Thoresen       |
| Tore Vikingstad        |
| Martin Ylven           |
| Mats Zuccarello Aasen  |

### Łyżwiarstwo szybkie

#### Kobiety
- Maren Haugli
  - 3000 m – 8. miejsce
  - 5000 m – 5. miejsce
- Hege Bøkko
  - 1000 m – 10. miejsce
  - 1500 m – 14. miejsce

#### Mężczyźni
- Håvard Bøkko
  - 5000 m – 4. miejsce
  - 1000 m – 19. miejsce
  - 1500 m –  3. miejsce
  - 10000 m – 5. miejsce
  - drużynowy – 4. miejsce
- Henrik Christiansen
  - 5000 m – 8. miejsce
  - 10000 m – 7. miejsce
  - drużynowy – 4. miejsce
- Mikael Flygind Larsen
  - 1000 m – 15. miejsce
  - 1500 m – 8. miejsce
  - drużynowy – 4. miejsce
- Sverre Haugli
  - 5000 m – 10. miejsce
  - 10000 m – 6. miejsce
- Christoffer Fagerli Rukke
  - 1000 m – 35. miejsce
  - 1500 m – 20. miejsce
- Fredrik van der Horst
  - 1500 m – 29. miejsce
  - drużynowy – 4. miejsce

### Kombinacja norweska
Mężczyźni
- Mikko Kokslien
  - skocznia normalna – 32. miejsce
  - skocznia duża – 39. miejsce
- Magnus Moan
  - skocznia normalna – 9. miejsce
  - drużynowy – 5. miejsce
  - skocznia duża – 15. miejsce
- Jan Schmid
  - skocznia normalna – 23. miejsce
  - drużynowy – 5. miejsce
- Petter Tande
  - skocznia normalna – 17. miejsce
  - drużynowy – 5. miejsce
  - skocznia duża – 6. miejsce
- Espen Rian
  - drużynowy – 5. miejsce
  - skocznia duża – 35. miejsce

### Narciarstwo alpejskie

#### Kobiety
| Atleta      | Wydarzenie      | Zjazd 1. | Zjazd 2. | W sumie | Miejsce |
| ----------- | --------------- | -------- | -------- | ------- | ------- |
| Mona Løseth | Slalom          | 54,53    | DNF      |         | DNF2    |
| Mona Løseth | Gigant          | DNF      |          |         | DNF1    |
| Mona Løseth | Supergigant     | 1:23,97  |          |         | 21.     |
| Mona Løseth | Superkombinacja | 1:27,72  | 44,96    | 2:12,68 | 13.     |

#### Mężczyźni
- Leif Kristian Haugen
- Kjetil Jansrud
  - Gigant –  2. miejsce
- Truls Ove Karlsen
- Lars Elton Myhre

- Aksel Lund Svindal
  - Zjazd –  2. miejsce
  - Supergigant –  1. miejsce
  - Gigant –  3. miejsce

| Wydarzenie      | Atleta               | Zjazd 1. | Msc. 1. | Zjazd 2. | Msc. 2. | W sumie | Miejsce |
| --------------- | -------------------- | -------- | ------- | -------- | ------- | ------- | ------- |
| Superkombinacja | Kjetil Jansrud       | 1:55,44  | 18.     | 51,06    | 7.      | 2:46,50 | 9.      |
| Superkombinacja | Truls Ove Karlsen    | 1:57,32  | 37.     | 51,99    | 14.     | 2:49,31 | 22.     |
| Superkombinacja | Lars Elton Myhre     | 1:55,44  | 18.     | DNF      |         |         | DNF2    |
| Superkombinacja | Aksel Lund Svindal   | 1:53,15  | 1.      | DNF      |         |         | DNF2    |
| Zjazd           | Kjetil Jansrud       | 1:56,69  |         |          |         |         | 31.     |
| Zjazd           | Truls Ove Karlsen    | 1:59,52  |         |          |         |         | 46.     |
| Zjazd           | Lars Elton Myhre     | 1:56,69  |         |          |         |         | 31.     |
| Zjazd           | Aksel Lund Svindal   | 1:54,38  |         |          |         |         | srebro  |
| Slalom gigant   | Leif Kristian Haugen | 1:19,58  | 32.     | 1:22,20  | 28.     | 2:41,78 | 28.     |
| Slalom gigant   | Kjetil Jansrud       | 1:18,07  | 11.     | 1:20,15  | 1.      | 2:38,22 | srebro  |
| Slalom gigant   | Truls Ove Karlsen    | 1:18,93  | 23.     | 1:21,27  | 18.     | 2:40,20 | 21.     |
| Slalom gigant   | Aksel Lund Svindal   | 1:17,43  | 3.      | 1:21,01  | 8.      | 2:38,44 | brąz    |
| Slalom          | Leif Kristian Haugen | DNF      |         |          |         |         | DNF2    |
| Slalom          | Kjetil Jansrud       | 49,54    | 18.     | 52,03    | 15.     | 1:41,57 | 17.     |
| Slalom          | Truls Ove Karlsen    | DNF      |         |          |         |         | DNF1    |
| Slalom          | Lars Elton Myhre     | DNF      |         |          |         |         | DNF1    |
| Supergigant     | Kjetil Jansrud       | 1:31,21  |         |          |         |         | 12.     |
| Supergigant     | Truls Ove Karlsen    | DNF      |         |          |         |         | DNF     |
| Supergigant     | Lars Elton Myhre     | 1:32.36  |         |          |         |         | 25.     |
| Supergigant     | Aksel Lund Svindal   | 1:30,34  |         |          |         |         | złoto   |

### Narciarstwo dowolne

#### Kobiety
- Hedda Berntsen
  - Ski cross –  2. miejsce
- Marte Høie Gjefsen
- Julie Brendengen Jensen
- Gro Kvinlog

| Atleta    | Wydarzenie              | Kwalifikacje | Kwalifikacje | 1/8     | Ćwierćfinały | Półfinały | Finały  | Finały  |
| Atleta    | Wydarzenie              | Czas         | Miejsce      | Pozycja | Pozycja      | Pozycja   | Pozycja | Miejsce |
| --------- | ----------------------- | ------------ | ------------ | ------- | ------------ | --------- | ------- | ------- |
| Ski cross | Hedda Berntsen          | 1:17,96      | 5. Q         | 1. Q    | 1. Q         | 1. QA     | 2.      |         |
| Ski cross | Marte Høie Gjefsen      | 1:19,30      | 12. Q        | 2. Q    | 3.           | 11.       | 11.     | 11.     |
| Ski cross | Julie Brendengen Jensen | 1:20,23      | 18. Q        | 1. Q    | 2. Q         | 4. QB     | 4.      | 8.      |
| Ski cross | Gro Kvinlog             | 1:21,93      | 27. Q        | 3.      | 27.          | 27.       | 27.     | 27.     |

#### Mężczyźni
- Audun Grønvold
  - Ski cross –  3. miejsce
- Anders Rekdal

| Atleta    | Wydarzenie     | Kwalifikacje | Kwalifikacje | 1/8     | Ćwierćfinały | Półfinały | Finały  | Finały  |
| Atleta    | Wydarzenie     | Czas         | Miejsce      | Pozycja | Pozycja      | Pozycja   | Pozycja | Miejsce |
| --------- | -------------- | ------------ | ------------ | ------- | ------------ | --------- | ------- | ------- |
| Ski cross | Audun Grønvold | 1:13,23      | 5. Q         | 1. Q    | 1. Q         | 1. QA     | 3.      |         |
| Ski cross | Anders Rekdal  | 1:14,17      | 17. Q        | DNF     | 22.          | 22.       | 22.     | 22.     |

### Skeleton

#### Kobiety
| Atletka        | Zjazd 1. | Zjazd 2. | Zjazd 3. | Zjazd 4. | W sumie | Miejsce |
| -------------- | -------- | -------- | -------- | -------- | ------- | ------- |
| Desirée Bjerke | 56,48    | 55,28    | 55,34    | 55,26    | 3:42,36 | 17.     |

### Skoki narciarskie

#### Mężczyźni
- Anders Bardal
- Johan Remen Evensen
- Tom Hilde
- Anders Jacobsen
- Bjørn Einar Romøren

| Wydarzenie        | Atleta              | Kwalifikacje  | Kwalifikacje | Kwalifikacje | 1. seria      | 1. seria | 1. seria | 2. seria      | 2. seria | 2. seria | Finał  | Finał   |
| Wydarzenie        | Atleta              | Odległość (m) | Punkty       | Miejsce      | Odległość (m) | Punkty   | Miejsce  | Odległość (m) | Punkty   | Miejsce  | Punkty | Miejsce |
| ----------------- | ------------------- | ------------- | ------------ | ------------ | ------------- | -------- | -------- | ------------- | -------- | -------- | ------ | ------- |
| Skocznia normalna | Anders Jacobsen     | DNS           | DNS          | PQ           | 99,5          | 123,5    | 15.      | 104,0         | 133,5    | 5.       | 257,0  | 9.      |
| Skocznia normalna | Tom Hilde           | 103,5         | 132,0        | 10. Q        | 100,0         | 124,0    | 13.      | 101,5         | 128,0    | 12.      | 252,0  | 12.     |
| Skocznia normalna | Anders Bardal       | 99,5          | 122,5        | 21. Q        | 98,0          | 118,5    | 22.      | 100,0         | 124,0    | 15.      | 242,5  | 18.     |
| Skocznia normalna | Bjørn Einar Romøren | 97.5          | -            | PQ           | 98,5          | 120,5    | 19.      | 96,0          | 114,5    | 27.      | 235,0  | 23.     |

| Wydarzenie    | Atleta              | Kwalifikacje  | Kwalifikacje | Kwalifikacje | 1. seria      | 1. seria | 1. seria | 2. seria      | 2. seria | 2. seria | Finał  | Finał   |
| Wydarzenie    | Atleta              | Odległość (m) | Punkty       | Miejsce      | Odległość (m) | Punkty   | Miejsce  | Odległość (m) | Punkty   | Miejsce  | Punkty | Miejsce |
| ------------- | ------------------- | ------------- | ------------ | ------------ | ------------- | -------- | -------- | ------------- | -------- | -------- | ------ | ------- |
| Skocznia duża | Tom Hilde           | 136,5         | 135,7        | 8. Q         | 124,0         | 111,2    | 15.      | 126,5         | 116,7    | 13.      | 227,9  | 11.     |
| Skocznia duża | Anders Jacobsen     | 142,5         | -            | PQ           | 128,0         | 119,4    | 9.       | 122,5         | 107,0    | 21.      | 226,4  | 12.     |
| Skocznia duża | Johan Remen Evensen | 137,0         | 137,1        | 6. Q         | 123,5         | 109,3    | 17.      | 126,0         | 114,3    | 14.      | 223,6  | 15.     |
| Skocznia duża | Anders Bardal       | 136,5         | 136,7        | 7. Q         | 119,0         | 100,7    | 24.      | 124,0         | 110,7    | 16.      | 211,4  | 22.     |

| Wydarzenie        | Atleta              | 1. seria      | 1. seria | 1. seria         | 1. seria     | 1. seria | 2. seria      | 2. seria | 2. seria         | 2. seria     | 2. seria | Finał        | Finał   |
| Wydarzenie        | Atleta              | Odległość (m) | Punkty   | Miejsce w grupie | Suma punktów | Miejsce  | Odległość (m) | Punkty   | Miejsce w grupie | Suma punktów | Miejsce  | Suma punktów | Miejsce |
| ----------------- | ------------------- | ------------- | -------- | ---------------- | ------------ | -------- | ------------- | -------- | ---------------- | ------------ | -------- | ------------ | ------- |
| Konkurs drużynowy | Anders Bardal       | 128,0         | 118,4    | 7.               | 504,0        | 3.       | 127,0         | 117,1    | 7.               | 526,3        | 3.       | 1030,3       |         |
| Konkurs drużynowy | Tom Hilde           | 127,5         | 118,5    | 6.               | 504,0        | 3.       | 139,0         | 141,7    | 2.               | 526,3        | 3.       | 1030,3       |         |
| Konkurs drużynowy | Johan Remen Evensen | 131,5         | 126,7    | 3.               | 504,0        | 3.       | 129,5         | 122,1    | 5.               | 526,3        | 3.       | 1030,3       |         |
| Konkurs drużynowy | Anders Jacobsen     | 138,0         | 140,4    | 2.               | 504,0        | 3.       | 140,5         | 145,4    | 1.               | 526,3        | 3.       | 1030,3       |         |

### Snowboard

#### Kobiety
- Linn Haug
- Kjersti Buaas
- Lisa Wiik
- Helene Olafsen
  - Cross – 4. miejsce

Halfpipe
| Atleta        | Kwalifikacje | Kwalifikacje | Kwalifikacje | Półfinały | Półfinały | Półfinały | Finał    | Finał    | Finał   |
| Atleta        | Zjazd 1.     | Zjazd 2.     | Miejsce      | Zjazd 1.  | Zjazd 2.  | Miejsce   | Zjazd 1. | Zjazd 2. | Miejsce |
| ------------- | ------------ | ------------ | ------------ | --------- | --------- | --------- | -------- | -------- | ------- |
| Lisa Wiik     | 23,5         | 26,5         | 19.          | 19.       | 19.       | 19.       | 19.      | 19.      | 19.     |
| Kjersti Buaas | 20,6         | 21,8         | 22.          | 22.       | 22.       | 22.       | 22.      | 22.      | 22.     |
| Linn Haug     | 11,5         | 12,8         | 27.          | 27.       | 27.       | 27.       | 27.      | 27.      | 27.     |

#### Mężczyźni
- Fredrik Austbø
  - Halfpipe – DNS
- Tore Holvik
  - Halfpipe – 28. miejsce
- Roger Kleivdal
  - Halfpipe – 34. miejsce
- Ståle Sandbech
  - Halfpipe – 30. miejsce
- Joachim Havikhagen
  - Cross – 27. miejsce
- Stian Sivertzen
  - Cross – 26. miejsce